# Kiszcza
Kiszcza (ros. Кища) – wieś w Rosji, w Dagestanie, w rejonie dachadajewskim. W 2010 liczyła 3030 mieszkańców, głównie Dargijczyków.